# Verifiable credentials
Verifiable Credentials, in italiano Credenziali Verificabili, sono l'equivalente elettronico delle abituali credenziali fisiche (comunemente detti documenti cartacei) che tutti noi abitualmente possediamo, come ad esempio: carte d'identita', passaporti, diplomi ecc. Il modello dei dati per le Credenziali Verificabili è definito dalla raccomandazione W3C: "Verifiable Credentials Data Model 1.0" pubblicato il 19 novembre 2019.
Il modello VC mette il possessore della credenziale (Utente) al centro dell'ecosistema dell'identita', dando all'individuo il pieno controllo dei suoi attributi identificativi (SSI, Self-Sovereign Identity). Questo contrasta con il modello d'identita' federato (Federated Identity Management, FIM), adottato da SAML e OpenID Connect, che mette il fornitore d'identità (Identity Provider, IdP) al centro come dispensatore di attributi identificativi e determinando a quale Service Provider (SP)  fornirli. Nel modello federato la privacy dell'utente e' violata, poiché l'IdP conosce ogni SP che l'utente visita. Il Modello delle Credenziali Verificabili, dall'altra parte, risolve questa centralizzazione dei dati, cercando di ricreare in forma digitale l'attuale modello fisico che tutti noi conosciamo con i documenti cartacei: l'utente detentore dei propri documenti (Holder) li conserva nel proprio portafoglio e può' presentarli ogni volta che qualcuno lo richiede (Verificatore, Verifier), per permetterne la verifica dell'autenticita'. Il tutto avviene senza richiedere il permesso all'autorita' che ha emesso il documento (Issuer). Questo modello e' decentralizzato in quanto chi emette il documento non ha poi il controllo su come questo viene usato e quando dal possessore del documento stesso, delegando a lui (Holder) il controllo sulla propria privacy.

Il triangolo di fiducia che sta alla base del modello VC